# Листовёртки (род)
Листовёртки (Tortrix) — род бабочек из семейства листовёрток. Известно 4 вида, 2 из которых вымершие североамериканские Tortrix destructus и Tortrix florissantana, хотя их таксономическое положение до конца не определено, и два современных вида: листовёртка зелёная дубовая (из Европы и Кавказа, Малой Азии и Северной Африки) и Tortrix sinapina (из Азии).
Гусеницы сворачивают в трубки листья дуба, внутри которых развиваются, хотя докармливаться могут на многих других видах древесных растений. В анабиоз впадают диапаузирующие яйца. Жилкование крыльев представителей данного рода схоже с жилкованием крыльев Acleris, отличие заключается в том, что в срединной ячейке передних крыльев расширена внутренняя жилка, а R5 упирается во внешний край; также жилки M3 и Cua1 задних крыльев сближены у основания.